# Quinta Communications
Quinta Communications è una società francese fondata nel 1990 dal produttore cinematografico franco-tunisino Tarak Ben Ammar, in partnership con la Fininvest di Silvio Berlusconi tra i soci fondatori, con capitale di 35 miliardi di lire, che ha prodotto fra l'altro la serie de Le storie della Bibbia, prevista in ventuno episodi complessivi.

## Storia produttiva
Nel 1991 ne entra a far parte anche il gruppo di Leo Kirch, il magnate tedesco con cui Ben Ammar era in rapporti d'amicizia, fin dai tempi della produzione de La Traviata.
Nel 1996 progetta una produzione grandiosa su Leone l'Africano.
Nel 1999, attraverso la Quinta Communications, Ben Ammar diversifica le sue attività creando un portafoglio di investimenti strategici nell’industria dei servizi media, divenuto un gruppo di grande dimensioni, quotato in borsa, con centri di post-produzione (Quinta Communications possiede i Gammarth Studios, a breve distanza dall'aeroporto di Tunisi), sviluppo e stampa, laboratorio di digitalizzazione cinematografica, sonorizzazione, mixaggio, effetti speciali e sistemi di trasmissione dati cinematografici via satellite. Acquista il 25% della Lux Vide di Ettore Bernabei, la società italiana che produce fiction televisiva di alta qualità (compresa la serie Le storie della Bibbia).
Ad Hammamet, in Tunisia, Quinta assieme alla Lux Vide progetta e realizza gli Empire Studios pronti nel 2002, set cinematografico concepito su 10 ettari di terreno che ricrea l'edilizia dell'antica Roma. Nello stesso anno acquista la "Ex Machina",  laboratorio di fotochimica che si occupa della stampa e dello sviluppo delle copie dei film.
Nel 2003 si associa con TF1 che acquisisce il 49% di Prima TV, e si accorda ad acquisire fino al 49% di Europa TV attraverso Eurosport, società controllata interamente da TF1. Prima TV diffonderà programmi in tecnica digitale terrestre; Europa TV lancerà Sportitalia, una rete sportiva nazionale in chiaro.
Nel 2004 Tarak Ben Ammar crea una divisione della Quinta per la distribuzione in Francia delle proprie produzioni, oltre che per alcuni film acquisiti per le loro particolari caratteristiche. Il primo tra questi è La Passione di Cristo di Mel Gibson. Quinta Communications si è occupata della distribuzione del film in Francia e ha anche negoziato le offerte di vendita con più distributori europei, tra cui la Eagle Pictures in Italia (di cui Ben Ammar ne ha acquisito il controllo). Sempre nel 2004, preleva la francese "Duran Duboi", gruppo specializzato nel digitale: post-produzione, effetti speciali, immagini 3D, suono e mixage di suono.
Nel 2007 Quinta acquista poi, da Prima TV e con l'aiuto di Goldman Sachs e Interbanca, il 67,47% della Imperium Spa (Prima TV ne possiede ancora il 17,53%) che controlla al 75% la Eagle Pictures, distributore italiano indipendente di film come la saga di Twilight ed il vincitore del premio Oscar Il discorso del re. Nello stesso anno viene costruito il Ben Arous Studios (oggi Carthago Films Studios), originariamente progettato per ricreare un intero villaggio siciliano, sia con interni che esterni dettagliati, per la produzione del film Baarìa di Giuseppe Tornatore: set cinematografico di sei ettari, tre volte più grande di quello di Cinecittà allestito per il film Gangs of New York diretto da Martin Scorsese.
Sempre per Quinta in Tunisia nel 2007 i fratelli Karoui, proprietari del gruppo pubblicitario Karoui & Karoui World, lanciano Nessma Tv, canale contraddistinto dal netto taglio europeo e prossimo allo sbarco sul Digitale Terrestre. Il 21 maggio 2008 con una conferenza stampa svoltasi al Festival di Cannes viene annunciato l'ingresso in Nessma Tv di Mediaset rappresentato dal manager Andrea Goretti e Prima TV con il 25% ciascuno. Nessma opera anche in Libia.
Dal punto di vista finanziario, fino al 2009, gli azionisti di Quinta sono stati lo stesso Ben Ammar e la Fininvest della famiglia Berlusconi, attraverso la holding lussemburghese Trefinance. Dal giugno dello stesso anno è avvenuto l'aumento di capitale: il fondo sovrano libico LIA (Lybian Investment Authority) entra nell'azionariato con il 10%, Ben Ammar possiede il 68%, Fininvest/Trefinance il 22%.
Nel 2013 l'egiziano Naguib Sawiris acquisisce una quota del 30% di Quinta Communications avendo già ceduto a Ben Ammar OnTv;
Nel 2015 il gruppo Fininvest decide di uscire da Quinta e Ben Ammar, secondo gli accordi siglati nel 1989, esercita l'opzione di riacquisto del 22% per più di 30 milioni arrivando a detenere il 70%.
Attualmente ha la maggioranza del colosso Eagle Pictures e tramite Prima TV controlla anche il 50% di Sportitalia e il 25% di Lux Vide. Proprio per mezzo di Prima TV nell’ottobre del 2019 Ben Ammar e Sawiris si alleano con Wind Tre per dare vita a una rete nazionale di ripetitori (più di 1000) cosicché le emittenti interessate possano trasmettere con la nuova tecnologia del digitale terrestre DVBT-2 e in alta definizione; il Ministero dello sviluppo economico dà l'ok all'intesa e assegna a loro la rete nazionale di ripetitori numero 11 operativa a partire dal 30 giugno 2022.

## Cinema
L'aquilone' diretto da Randa Chahal Sabag, pellicola su una ragazza di 15 anni che vive a sud del confine libanese, vince il Premio Speciale della Giuria al Festival di Venezia 2003.
Girato da Julian Schnabel, il film Miral (2010) è tratto dal racconto biografico di Rula Jebreal sulla fondazione
dell'orfanotrofio Dar Al-Tifel nel 1948 voluto da una donna palestinese, Hind Hussein, durante la separazione della Palestina dallo Stato di Israele.
Nel 2011 la regista libanese Nadine Labaki del film E ora dove andiamo? vince il Premio del Pubblico al Toronto International Film Festival. Rachid Bouchareb, regista del film Uomini senza legge sulla guerra d'indipendenza algerina contro il dominio coloniale francese, è stato candidato all'Oscar per il miglior film straniero. Alla fine dello stesso anno è uscito in sala il Principe del deserto, un film epico di Jean Jacques Annaud, sulla scoperta del petrolio nella penisola araba nel XX secolo, interpretato da Tahar Rahim, Antonio Banderas, Mark Strong e Freida Pinto, costato 55 milioni di dollari, co-prodotto da Quinta assieme alla Doha Film Institute della principessa Sheikha Al-Mayassa, sorella dell'emiro Tamim bin Hamad al-Thani, e distribuito a livello internazionale da Warner Bros. e Universal Pictures International.

## Distribuzione e produzione esecutiva/associata di Ben Ammar
1. Il caso Mattei (1972)

### Come Carthago Films
1. Il messia (1975)
2. Profezia di un delitto (1976)
3. Guerre stellari (1977)
4. Gesù di Nazareth (1977)
5. Brian di Nazareth (1979)
6. L'adolescente (1979)
7. Le Coup de sirocco (1979)
8. Il ladrone (1980)
9. Guerre stellari - L'Impero colpisce ancora (1980)
10. I predatori dell'arca perduta (1981)
11. Zitto quando parli (1981)
12. Due ore meno un quarto avanti Cristo (1982)
13. Plus beau que moi, tu meurs (1982)
14. Guerre stellari - Il ritorno dello Jedi (1983)
15. La Traviata (1983)
16. Le Grand Carnaval (1983)
17. Les Cavaliers de l'orage (1984)
18. Incompreso - L'ultimo sole d'estate (1985)
19. A.D. - Anno Domini (1985)
20. Pirati (1986)
21. Il giovane Toscanini (1988)

### Come Quinta
1. Autre - L'altro 1991)
2. Ballata per un re (1991)
3. Mayrig (1991)
4. Quella strada chiamata paradiso (1992)
5. Schermi di sabbia (1992)
6. Kahla-Hamra
7. Voyage (1994)
8. Foreign Student (1994)
9. La leggenda di Bagger Vance (2000)
10. Bandits (2001)
11. I cavalieri che fecero l'impresa (2001)
12. Femme fatale (2002)
13. Mafia (2002)
14. Ballistic (2002)
15. Demonlover (2002, post-produzione)
16. Augusto - Il primo imperatore (2003)
17. Nerone (2004)
18. La passione di Cristo (2004, distribuzione)
19. Mariage mixte (2004)
20. Espion mais pas trop! (2004)
21. Colpevole d'omicidio (2004)
22. San Pietro (2005)
23. Il pane nudo (2005)
24. Chromophobia (2005)
25. Apocalypto (2006, distribuzione)
26. Chiara e Francesco (2007)
27. Pompei (2007)
28. Hannibal Lecter - Le origini del male (2007, distribuzione)
29. L'ultima legione (2007, distribuzione)
30. Decameron Pie (2007)
31. Manolete (2007)
32. Baarìa (2009)
33. Uomini senza legge (2010)
34. Sant'Agostino (2010)
35. Il principe del deserto (2011)
36. E ora dove andiamo? (2011)
37. Le mille e una notte - Aladino e Sherazade (2012)
38. Santa Barbara (2012)
39. Maria di Nazaret (2012)
40. Persepolis (2012)
41. Beretta (2013)

## Televisione
Le risorse multimediali della Quinta Communications includono le attività di Prima TV, la holding di tutte le attività di Quinta in Italia. Prima TV ha gestito dal 2003 al 2013 tre canali in chiaro denominati Sportitalia (diventati successivamente uno). Opera anche in un bouquet digitale a pagamento di dieci canali, concorrente della pay tv di Rupert Murdoch in Italia. Il bouquet ha offerte esclusive con Warner Bros. e Universal, e le offerte semiesclusive con la Disney e Mediaset.

Cura inoltre gli interessi di Quinta per Nessma,  in alleanza con Mediaset e la K&K, il primo canale satellitare indipendente privato dedicato al pubblico del Nord Africa, puntando specialmente sulla Tunisia e l'Algeria, ma anche paesi come Marocco (dove il gruppo ha raggiunto una quota di ascolti pari al 12%) e la Libia.

### Coproduzioni
- Les disparus de Saint-Agil (1991)
- Yes Virginia, There Is a Santa Claus (film TV) (1991)
- Le diable au corps (film TV) (1992)
- Voyage (film TV) (1993)
- Abramo (miniserie televisiva) (1993)
- Giuseppe (miniserie televisiva) (1995)
- Mosè (miniserie televisiva 1995) (1995)
- Salomone (miniserie televisiva) (1997)
- Jesus (miniserie televisiva) (1999)
- Ester (film TV) (1999)
- San Paolo (miniserie televisiva) (2000)
- San Giovanni - L'apocalisse (film TV) (2002)
- Nerone (miniserie televisiva) (2003)
- Augusto - Il primo imperatore (2004)
- Giovanni Paolo II (miniserie televisiva) (2005)